# COMSOL Multiphysics
COMSOL Multiphysics - це програмне забезпечення для аналізу методом скінченних елементів, розв'язування та імітації для різноманітних фізичних та інженерних додатків, особливо для спарених явищ чи мультифізики. Цей пакет є кросплатформним (Windows, Mac, Linux). На додачу до традиційного заснованого на фізиці користувацького інтерфейсу, COMSOL Multiphysics також дозволяє введення кількох систем диференціальних рівнянь з частинними похідними. Диференціальні рівняння можуть бути задані у звичайному або слабкому формулюванні. З версії 5.0 (2014), COMSOL Multiphysics також використовується для створення додатків, що базуються на фізиці. Ці додатки можна встановити, використовуючи стандартну ліцензію COMSOL Multiphysics, a також ліцензію COMSOL Server. Ранні версії (до 2005) COMSOL Multiphysics мали назву FEMLAB.

## Історія
Проект COMSOL почався в 1986 Сванте Літмарком та Фарадом Саіді і базувався на коді, розробленому на випускному курсі в Королівському Інституті Технологій в Стокгольмі, Швеція.

## Продукція

### COMSOL Multiphysics
Основним продуктом є COMSOL Desktop, який є інтегрованим середовищем, розробреним для міждисциплінарної розробки продукції з об'єднаним  product development with a unified робочим процесом для електричних, механічних, рідинних та хімічних додатків.  Додаткові модулі є вбудованими в COMSOL Desktop, також проведення операцій програмного забезпечення залишається однаковим, не залежно від того, які додаткові продукти застосовуються.
Application Builder також доступний у середовищі COMSOL Desktop і дозволяє створювати спеціалізовані додатки, що бозуються на фізичних моделях з користувацьким інтерфейсом, що дозволяє уникати деталей імітаційної моделі з точки зору кінцевого користувача. Доступні два редактори для створення додатків: використовуючи перетягування (drag-and-drop) в редакторі форми та програмуючи в редакторі методу.  Також наявна можливість додавати деталі з моделі або задавати їх програмно з редактора методу.
COMSOL Multiphysics також надає прикладний програмний інтерфейс (API). API для використання з мовою Java вбудований у COMSOL Multiphysics і надає програмне рішення запуску програмного забезпечення, компілюючи об'єктно-орієнтований код. Цей інтерфейс також використовується в редакторі методу в конструкторі додатків. Також наявна можливість працювати з COMSOL Multiphysics у зв'язці з MATLAB.
Фізичний контруктор, доданий у COMSOL Desktop дозволяє створювати користувацькі фізичні інтерфейси, які будуть доступні в COMSOL Desktop і виглядатимуть точно так само, як і вбудовані. Нові версії конструктора додатків витісняють фізичний конструктор як засіб для створення користувацьких інтерфейсів для власних потреб.

## Вбудовані продукти
У COMSOL Multiphysics доступні кілька вбудованих продуктів. Вони поділені на декілька розділів згідно з процесами, з якими вони працюють: електрика, механіка, рідини, хімія, багатофункціональні професи та конструювання інтерфейсів. Також варто зазначити, що ці вбудовані продукти бувають двох типів: одні з COMSOL Multiphysics, а інші з COMSOL Server.

### Електрика

#### AC/DC модуль
AC/DC модуль використовується для моделювання електрики, магнетизму та електромагнітних полів у стаціонарних і низькочастотних додатках.

#### Радіочастотний модуль
Радіочастотний модуль використовується у радіочастотах та виготовленні антен, фільтрів, схем, резонаторів, перетворювачів постійного струму та метаматеріалів.

#### Хвильова оптика
Модуль хвильової оптики надає інструменти для роботи з поширенням електоромагнітних хвиль в лінійних та нелінійних оптичних носіях. Модуль може використовуватись для моделювання високочастотних електромагнітних хвиль.

#### Геометрична оптика
Модуль геометричної оптики може використовуватись у моделювання поширення електромагнітних хвиль у системах, в яких довжина хвилі є значно меншою ніж найменша геометрична деталь у моделі.

#### Плазма
Модуль плазми використовується для моделювання і імітації джерел низькотемпературної плазми.

#### Напівпровідники
Модуль напівпровідників дозволяє детальний аналіз напівпровідників на фундаментальному фізичному рівні. Модуль використовує ізотермальні та неізотермальні транспортні моделі.

### Структурні та акустичні

#### Структурна механіка
Модуль структурної механіки присвячений аналізу механічних структур, на які діють статичні або динамічні навантаження. Він може використовуватись для різних типів аналізу, включно з стаціонарним, тимчасовим, параметричним, квазі-статичним, нестійким тощо.

#### Нелінійні структурні матеріали
Модуль нелінійних структурних матеріалів збільшує механічні можливості модуля структурної механіки і модуля МЕМС з нелінійними моделями матеріалів, включаючи великі можливості пластичної деформації.

#### Геомеханіка
Модуль геомеханіки є доповненням до модулю структурної механіки і використовується для аналізу в геотехнічних додатках, таких як тунелі, розкопки, стійкость схилів і підпірних споруд.

#### Модуль виснаженості
Модуль виснаженості можуть бути використані для аналізу виснаженості різних структур.

#### Багатотільна динаміка
Модуль багатотільної динаміки розширює модуль будівельної механіки, який забезпечує розширений набір інструментів для розробки та оптимізації структурних багатотільних систем механіки через аналіз методом скінченних елементів. Модуль може використовуватися для моделювання змішаних систем гнучких і жорстких тіл, де кожне тіло може здійнювати значні обертальні або поступальні переміщення.

#### Ротординаміка
Модуль роторної динаміки - це додаток до модуля структурної механіки, який використовується для аналізу впливу латеральних і торсіонних вібрацій обертальних частин.

#### Акустика
Модуль акустики використовується для моделювання пристроїв, що породжують, вимірюють і поглинають акустичні хвилі. Область застосування включає колонки, мікрофони, слухові апарати та гідроакустичні прилади тощо. Контроль шуму використоується в конструкції глушника, звукових бар'єрів і побудові акустичних приладів.

### Рідини і температура

#### Динаміка рідин
Модуль динаміки рідин є платформою для моделювання пристроїв і систем, які включають в себе складні моделі потоку рідини. Як і у випадку з усіма модулями в середовищі comsol, модуль динаміки рідин забезпечує готовий фізичний інтерфейс, налаштований для отримання вхідних даних моделей за допомогою графічного інтерфейсу користувача (GUI), і використання цих матеріалів для розробки рівнянь моделі. Окрім того, цей модуль обладнаний інтерфейсом, що дозволяє моделювати більшість аспектів потоку рідини, зокрема таких, що стискаються, неізотермічних, нен'ютонівських, двофазних і пористих середовищах потоків в ламінарній і турбулентній режимах течіях. Модуль може бути використаний як стандартний інструмент для моделювання обчислювальної гідродинаміки, або у поєднанні з іншими модулями в середовищі comsol multiphysics, де потік рідини має важливе значення.

#### Мікропотоки
Модуль мікропотоків використовується у моделюванні цифрових мікропотоків, електрокінетиці, магнітокінетиці та струменевих принтерів.

#### Підземні потоки
Цей модуль призначений для інженерів, що хочуть моделювати потік рідини під землею чи іншою пористою поверхнею, а також об'єднати цей потік з іншими явищами, такими як еластичність пор, поширення тепла, хімічні явища та електромагнітні поля. Його можна використовувати для моделювання підземних рік, поширення забруднення крізь ґрунти, транспортування нафти та газу до родовищ і розмивання ґрунту.

#### Поширення тепла
Цей модуль містить інструменти для вивчення механізмів поширення тепла: конвекції, теплопровідності і випромінювання – часто разом з іншими фізичними явищами, такими як структурна механіка, динаміка рідин, електромагнетизм та хімічні реакції.

### Хімія

#### Хімічні реакції
Модуль прикладних хімічних реацій містить інструменти для моделювання переносу матеріалу і передачі тепла, а також довільну хімічну кінетику у всіх типах навколишнього середовища - гази, рідини, пористі середовища, на поверхнях, а також всередині твердих тіл - або комбінацію з усіх з них.

#### Батареї та паливні елементи
Модуль дозволяє симулювати поведінку електричного струму в електродах і електролітах батарей і паливних елементів.

#### Корозія
Модуль дозволяє інженерам і вченим досліджувати процеси, що призводять до корозії, отримувати уявлення про те, наскільки корозія може утворюватись протягом всього терміну служби конструкції, а також здійснювати профілактичні заходи для зменшення електрохімічної корозії з метою захисту конструкцій.

#### Електрохімічний модуль
Модуль електрохімії включає в себе такі можливості, як моделювання електрохімічних механізмів реакції, перенесення маси і розподіл щільності струму, дозволяє ефективно моделювання для додатків, включаючи електроліз, електродіаліз, електроаналіз, електрохімічні датчики та біоелектрохімію.

### Багатоцільові застосунки

#### Оптимізація
Модуль оптимізації є додатковим пакетом, якиз може бути використаний в поєднанні з будь-яким існуючим COMSOL Multiphysics продуктом з ціллю оптимізації. Це загальний інтерфейс, що може бути використаний для визначення цільових функцій, визначення проектних змінних і налаштування обмежень.

#### Бібліотека матеріалів
Для використання доступна бібліотека матеріалів, що містить дані для 2500 матеріалів - в тому числі елементів, мінералів, металевих сплавів, теплоізоляційних матеріалів, напівпровідників і п'єзоелектричних матеріалів.

#### Трасування частинок
Модуль розширює функціональні можливості середовища COMSOL для обчислення траєкторії частинок в рідині або електромагнітному полі, в тому числі середовища частинка-частинка, рідина-частинка і частинка-поле.

## Альтернативні застосунки

### Безкоштовні
- Advanced Simulation Library[3]
- CLAWPACK[4]
- Code Saturne (GPL)
- deal.II[5]
- FEATool Multiphysics[6]
- Gerris Flow Solver[7]
- OpenFVM[8]
- Palabos Flow Solver[9]
- SU2 code (LGPL)[10]
- ElmerFEM[11]

### Комерційні застосунки
- Abaqus FEA
- Altair Engineering Acusolve
- ADINA CFD
- ANSYS CFX
- ANSYS Fluent
- AVL FIRE
- Azore[12]
- Nogrid points
- NUMECA
- Pumplinx
- STAR-CCM+
- KIVA (software)
- RELAP5-3D
- PowerFlow
- PZFlex
- FOAMpro
- iconCFD
- Cradle[13]
- Cradle scSTREAM[14]
- Cradle Heat Designer[15]